# کالج سن تن نیال
کالج سن تن نیال (به انگلیسی: Centennial Collegegiate) یک مدرسه متوسطه (دبیرستان) است که در جاده نلسون در ساسکاتون، ساسکاچوان، کانادا واقع شده‌است. تقریباً ۱۳۰۰ دانشجو را از سال ۲۰۱۹ در این کالج ثبت نام کرده‌اند. سنتن نیال همچنین با مرکز فوتبال ساسک تل همکاری دارد و آنها از امکانات این کالج مشترکاً استفاده می‌نمایند.

## تاریخچه
کلنگ ساخت و ساز کالج سن تن نیال در تاریخ ۱ ژوئن ۲۰۰۶ میلادی به زمین زده شد و به‌طور رسمی در پاییز سال ۲۰۰۶ آغاز شد،
بودجه ساخت آن که توسط ایالت ساسکاچوان تأمین شده بود مبلغ ۱۸٫۴ میلیون دلار بود. با ساخت این مدرسه ساسکاچوان تبدیل به استان شد. رنگ پرچم مدرسه (قرمز، سیاه و طلای) و نام تیم ورزشی آن (شارژرها) در سال ۲۰۰۵ توسط کمیته کلاس هشتم از مدارس فیدر کالج انتخاب شد. دیلن وینگرت، برادون هارپر و پارمت سیدو، سه دانش آموز مدرسه سیلورسپینگ، آرم این کالج را طراحی کردند.

## آکادمی‌ها و برنامه‌ها
کالج دارای آکادمی‌های بسیاری و همچنین برنامه‌های متعددی مانند:
- آکادمی فوتبال
- آکادمی رقص
- کلاس زبان فرانسه[۶]
- برنامه تور مطالعه تاریخ
- برنامه موسیقی
- برنامه تمرین پیشرفته (حساب، انگلیسی، آمار، فیزیک و هنرهای استودیویی)
- برنامه تکنولوژی و فناوری
- بدنسازی با کارایی بالا
- گروه کر
- برنامه‌های انگلیسی به عنوان یک زبان دوم (ESL) / انگلیسی به عنوان یک زبان اضافی (EAL)
- رهبری ۳۰

## تیم‌های ورزشی
همه تیم‌های ورزشی در این کالج مختلط برای دختران و پسران است.
| ورزش                     | مقطع تحصیلی |
| بسکتبال مبتدی و پیشرفته  | ۹–۱۲        |
| بدمینتون مبتدی و پیشرفته | ۹–۱۲        |
| فوتبال مبتدی و پیشرفته   | ۹–۱۲        |
| چیرلیدر مبتدی و پیشرفته  | ۹–۱۲        |
| والیبال مبتدی و پیشرفته  | ۹–۱۲        |
| گلف                      | ۹–۱۲        |
| کشتی                     | ۹–۱۲        |
| کرلینگ                   | ۹–۱۲        |
| دومیدانی                 | ۹–۱۲        |
| دو صحرایی                | ۹–۱۲        |

## کلوپ‌ها
علاوه بر تیم‌های ورزشی، باشگاه‌های مختلفی موجود است، مانند:
- فعالیت‌های خارج از مدرسه
- کلوب هنری
- باشگاه محیط زیست
- باشگاه شطرنج
- کلاب در فضای باز
- ریاضی
- روح جوانی
- کلاب رقص
- تئاتر فنی
- باشگاه نوشتن
- سالنامه نویسی
- باشگاه کتاب
- مهارت‌های کانادا
- کلاب مبارزه
- گروه جاز

## امکانات
این کالج امکانات زیادی در اختیار دارد که از زمان افتتاح در سال ۲۰۰۶ توسعه یافته‌است. برخی از آنها عبارتند از:
- سالن بدنسازی چند منظوره.
- سالن تئاتر ۴۵۰ نفره
- اتاق باند
- مرکز شغل
- تئاتر هنرهای عملی
- کلاسهای تخصصی هنرهای کاربردی
- کتابخانه
- استودیو رقص
- مرکز فوتبال

## جوایز
کالج دارای مدارک غیر درسی نیز می‌باشد. این جوایز شامل سه بخش مختلف است:
- گواهی جایزه ورزشی،
- گواهی جایزه اجتماعی،
- گواهی جایزه شایستگی

به هر باشگاه یا تیمهای دانشجویی که در آن شرکت می‌کنند امتیاز داده می‌شود. ۸۰ امتیاز برای دریافت گواهی جوایز ورزشی لازم است. جایزه شایستگی زمانی اهدا می‌شود که دانش آموز دارای ۷۰ امتیاز اجتماعی و ورزشی باشد. این جوایز در پایان سال دوازدهم اهدا می‌شود.
یک جایزه نیز به عنوان جایزه برتر وجود دارد که یک افتخار بسیار بالاست و به عالی‌ترین و برجسته‌ترین دانش آموز داده می‌شود که همراه با ۵۰۰۰ دلار جایزه نقدی است.